# Parafia św. Mikołaja w Rudominie
Parafia św. Mikołaja – parafia prawosławna w Rudominie, w dekanacie wileńskim okręgowym eparchii wileńskiej i litewskiej Rosyjskiego Kościoła Prawosławnego.
Parafia istnieje od 1947; w wymienionym roku liczyła ok. 60 wiernych. Wcześniej, w latach 1866–1915 działała parafia pod wezwaniem Przemienienia Pańskiego, użytkująca cerkiew pod tym samym wezwaniem. Została ona zdewastowana w czasie I wojny światowej. W rezultacie w okresie międzywojennym prawosławni ze wsi korzystali z cmentarnej cerkwi św. Mikołaja jako filii parafii Zaśnięcia Matki Bożej w Wilnie.
Samodzielna parafia została zarejestrowana przez władze radzieckie w 1947.